# Taphozous melanopogon
Taphozous melanopogon — є одним з видів мішкокрилих кажанів родини Emballonuridae.

## Поширення
Країни поширення: Бруней-Даруссалам, Камбоджа, Китай, Індія, Індонезія (Ява, Малі Зондські о-ви, Сулавесі, Суматра), Лаос, Малайзія (півострівна Малайзія, Сабах, Саравак), М'янма, Філіппіни, Сінгапур, Шрі-Ланка, Таїланд, Східний Тимор, В'єтнам. Цей вид відомий з найрізноманітніших лісових місць мешкання в тропічних регіонах і, крім того, були записані з міських територій. Він знаходиться в горбистій місцевості і лаштує сідала в печерах, старих будинках, підземеллях старих фортець, храмах, старих покинутих шахтах, тунелях. Цей вид колоніальний, колонії сягають кількох тисяч особин. Одне маля народжується після періоду вагітності 120-125 днів.

## Загрози та охорона
Немає серйозних загроз для даного виду в цілому. Зустрічається в багатьох охоронних територіях. 